# 复旦大学中国语言文学系
复旦大学中国语言文学系建立于1925年，是复旦大学下属院系之一，也是中国大陆地区汉语言文学研究领域的的顶尖人才培养基地。

## 历史沿革
复旦大学中文系建立于1925年秋，由国文部扩充建立而来，归属当时的文学院，是复旦大学最早设立的院系之一。
至1930年代，复旦中文系已发展完备，颇具规模，课程亦逐渐丰富完善，并更加系统，授课名师如云。1937年10月，受战火影响，复旦从上海内迁至重庆，部分留沪教师在租界坚持开办复旦大学补习部，也设中文科。1946年10月，学校回到上海，补习部中文科遂回归中文系。
1949年8月，同济大学文学院中国文学系、暨南大学文法商学院奉命停办并入复旦，并划归中文系。1952年9月，全国进行院系调整，中文系从文学院中独立出来，同时，沪江大学、圣约翰大学、东吴大学、大同大学、震旦大学等大学及上海学院等校的中文系调整加入复旦中文系。文革期间，中文系受到冲击，一度停办。文革结束后，中文系拨乱反正，恢复教学。此后，中文系不断发展，建立了多个研究所与博士后流动站，稳步发展，一直是国内中文学科的一流学术重镇。

## 现状
目前，复旦中文系有46位教授，37位副教授，1个博士后流动站，11个博士点，9个硕士点(数据截止到2011年)。中文系下辖汉语言文学、汉语言两个专业。2012年冬，陈引驰教授接替陈思和教授，担任系主任。2020年春，朱刚教授接替陈引驰教授，担任系主任。2025年春，侯体健教授接替朱刚教授，担任系主任。

## 地位
复旦中文系在国内乃至国际中文学科中堪称一流。在国家重点学科评估与世界大学排名中名列前茅，有机构认为其水平位居国内第一。

## 知名人物
刘大白，著名诗人。
谢六逸，学者，中国现代新闻学的奠基人之一。
陈望道，著名学者，曾任复旦大学校长。
蒋天枢，著名文史学者。
夏丏尊，著名作家。
郑振铎，著名作家，文史学者。
田汉，中国现代戏剧的奠基人，中华人民共和国国歌作曲者。
赵景深，作家，翻译家。
曹聚仁，中国左派作家、编辑、记者、教授。
洪深，剧作家，中国话剧和电影的开拓者和奠基人之一。
梁实秋，中华民国著名的散文家、学者、文学批评家、翻译家，华人世界第一个研究莎士比亚的权威。
冯沅君，中国现代女作家和中国古典文学史家。
王欣夫，著名文献学家。
蒋孔阳，美学家。
贾植芳，著名文学评论家。
王德威，比较文学及文学评论学者。
陈思和，中国文学学者。